# Oscar Serpa
Oscar Serpa (* 7. Juni 1919 in Luján de Cuyo; † 8. November 1982 in Mar del Plata) war ein argentinischer Tangosänger und Gitarrist.

## Leben
Serpa studierte Musik an einem Konservatorium und trat zu Beginn seiner Laufbahn mit verschiedenen Folkbands seiner Region auf. Ab 1936 bildete er als Nachfolger von Ítalo Goyeche ein Duo mit Alfredo Pelaia, das 1937–38 mehrere Titel beim Label Odeon aufnahm. 1939 wurde das Duo von Radio Belgrano engagiert, wo es bis zur Erkrankung Pelaias 1940 erfolgreich auftrat.
Von 1942 bis 1949 war er als Nachfolger von Ricardo Ruiz Sänger im Orchester von Osvaldo Fresedo, mit dem er insgesamt 49 Titel aufnahm. Das Orchester wurde eine der Hauptattraktionen der Radioshow Ronda de ases. Der gleichnamige Tango, dessen Text Homero Manzi schrieb und den Fresedo komponierte, wurde in Serpas Interpretation ein Hit. Nach der Trennung von Fresedo wechselte Serpa zu Carlos Di Sarli und darauf als zweiter Sänger neben Ángel Díaz zu Horacio Salgán, mit dem jedoch keine Aufnahmen entstanden. 1951 kehrte er als zweiter Sänger neben Mario Pomar in Di Sarlis neu gegründetes Orchester zurück, mit dem er drei Titel auf einem Vinyl-Album bei RCA-Victor aufnahm. Seine letzte Aufnahme mit Di Sarli war der Tango Verdemar (1955).
Daneben nahm Serpa Mitte der 1950er Jahre mehrere Tangos mit Ricardo Pedevilla auf. Nach der Auflösung des Orchesters von Di Sarli gründeten Pomar, Serpa und ehemalige Mitglieder des Orchesters die Los Señores Del Tango, das 1956 bei Radio Belgrano debütierte und bei Music Hall und RCA-Victor aufnahm. Serpa trat als Solist noch bis Ende der 1970er Jahre auf und beendete dann seine Laufbahn. Am 8. November 1982 kam er bei einem Autounfall in Mar del Plata ums Leben.

## Aufnahmen
mit Alfredo Pelaia
- Claveles mendocinos
- Niebla del Riachuelo
- Por el camino (von Carlos Geroni Flores und Benjamín Tagle Lara)
- Justicia criolla (von Rafael Iriarte und Francisco Brancatti)

mit Osvaldo Fresedo
- Si de mí te has olvidado (von Fresedo und José María Contursi)
- Mi noche triste
- Ronda de ases (von Fresedo und Homero Manzi)
- Te llama mi violín
- Por qué
- Naná
- Corazón no le digas a nadie
- Maleza”,”
- Vida mía
- Noches largas
- Sin palabras (von Mariano Mores und Enrique Santos Discépolo)

mit Carlos di Sarli
- La novia del mar (von José Ranieri und Elías Randal, Text von  Horacio Sanguinetti)
- Un momento
- Sueño de juventud
- Cuatro vidas
- Verdemar

mit Ricardo Pedevilla
- Precio
- Y mientes todavía
- Ventanita de arrabal